# Найясніший (титул)

Геральдична корона іспанської шляхти

Найясніший пане (ісп.: "Ilustrísimo Señor", англ.: "Illustrious Sir/Mister") — почесний титул або гоноратив, який традиційно застосовується для певних високопосадовців або шляхетних осіб в Іспанії та деяких іспаномовних країнах.  
Цей титул є нижчим за Найпревелебніший, що застосовується до найвищих державних діячів та іспанських грандів. 
Найясніший використовується щодо певних державних посадовців Іспанії та інших іспаномовних країн, а також до шляхти.
В українських землях часів Речі Посполитої та Козацької держави звертання «Найясніший» застосовували до князів, сенаторів, полковників, тощо.

## Застосування
В українських землях часів Речі Посполитої та Козацької держави до шляхти звертались: «Ваша Ясносте», «Ясний пане», «Найясніший графе», «Найясніший і найвеличніший (титул)», тощо. До князів та гетьманів звертались «Ясновельможний».
Звертання «Найясніший пане» могло застосовуватись до високопоставленої шляхти. Проте, як в Україні, так і в інших країнах Європи (Священній Римській імперії, Німецьких та Італійських князівствах) це був не окремий титул, а похідний від Ясніший.
У Королівстві Іспанія наступні державні та урядові чиновники мають право на звернення «Найясніший»:
- Голова господарського й адміністративного центрального суду
- Юристи Державної ради Іспанії
- Чиновники уряду
- Чиновники місцевої влади
- Радники посольств
- Повноважний міністр 3-го рангу
- Інші державні службовці

- Власники шляхетських титулів, які не є грандами, їх подружжя та спадкоємці.
- Молодші діти грандів